# Nikolina Kovačević
Nikolina Nika Kovačević (Beograd, 1. novembar 1994) srpska je dirigentkinja i vokalna solistkinja.

## Biografija
Nikolina Nika Kovačević je muzičko obrazovanje započela u osnovnoj muzičkoj školi Vladimir Đorđević, (odsek violina), svirajući u školskom orkestru, gde se prvi put zainteresovala za profesiju dirigenta, posmatrajući kako to radi profesorka muzičke škole. Nakon toga upisala je muzičku gimnaziju Josip Slavenski u Beogradu, odsek – muzička teorija. Završila je i odsek muzike za instrumente čembalo i nekoliko vrsta blok flaute, a uporedo i solo pevanje.
2013. godine upisala je Fakultet Muzičke Umetnosti u Beogradu, odsek dirigovanje, u klasi profesora i dirigenta Bojana Suđića.

## Karijera
Baveći se i izvodeći muziku različitih muzičkih epoha i žanrova, Nikolina je svoje prve muzičke korake na polju izvođenja tradicionalne muzike Balkana načinila još kao đak prvak.
Kao učenica osnovne škole Siniša Nikolajević na Vračaru, u kategoriji etno muzike osvojila je pregršt nagrada na takmičenjima poput: ”Zlatna sirena”, ”Talenti Vračara”  itd.
Sa pozorišnom grupom Lutkarsko pozorište Ognjeni Zmaj, na više gradskih i državnih takmičenja osvojila je prve nagrade, tumačeći glavne uloge u predstavama. Svojoj školi donosila je laureate i prve nagrade u gotovo svim kategorijama, kao što su recitatorska takmičenja, takmičenja iz srpskog jezika i književnosti, istorije i mnogih drugih predmeta, čime je pokazala sposobnost i darovitost na više različitih polja.
Bila je član i predstavnik škole za talente UMS, gde je osim pevanja, tradicionalne muzike, školu predstavljala i u oblastima kao što su gluma, ples, manekenstvo i novinarstvo, tako što je uređivala, ali i vodila nekoliko emisija na dečijoj televiziji.
Pobednica je konkursa koji je 2008. godine organizovao priznati muzičar Sanja Ilić, nakon čega je u sastavu grupe Sanja Ilić i Balkanika nastupala na nekoliko različitih manifestacija u Srbiji.
Bila je i učesnik popularnog šou programa Ja imam talenat gde je ostvarila saradnju sa nekoliko istaknutih umetnika kao što su Dragoljub Đuričić, Miško Plavi, Vasil Hadžimanov, Rastko Aksentijević i grupa Biber.
Kao dirigent, sarađivala je sa kolegama: Maestro Cristian Mandeal, Maestro Ronald Zollman, Maestro Benjamin Zander, Maestro Wolfgang Scheidt.
Kao najmlađi dirigent učestvovala je u takmičenju "Nino Rota Conducting Competition" 2019. godine u  Materi u Italiji.
Tokom 2020. bila je ambasador Srbije na muzičkom projektu "One Beat Balkans", koji je organizovala organizacija OneBeat iz Njujorka.
2024. i 2025. godine uz pomoć fondacije Alek Kavčić, kao koordinator i umetnički rukovodilac, učestvovala je u organizaciji "Božićnog koncerta na Kolarcu" na kome je dirigovala.
Nikolina Nika Kovačević trenutno radi kao frilens dirigent.

## 
nastao je krajem 2017. godine na inicijativu Nikoline Nike Kovačević i njenih kolega sa ciljem da ljubav prema tradicionalnoj muzici Balkana predstave kroz svoj način muziciranja.
Njihov muzički program predstavlja "skromnu" sublimaciju numera iz svake od zemalja koje pripadaju teritoriji Balkana. Projekat je u skladu sa geografskom putanjom nazvan "Balkan Routes / Roots", i ima za cilj predstavljanje tradicionalnih numera iz Grčke, Severne Makedonije, Albanije, Hrvatske, Rumunije, Bugarske, Bosne i Hercegovine, Slovenije, Crne Gore i Srbije.
Članovi kvinteta su:
- Nikolina Kovačević - vokal
- Nenad Paunović - klavir
- Dušan Popović Lipovac - gitarista,
- Bojan Krtinić - klarinet
- Katarina Radivojević - perkusije

## Spoljašnje veze
- Lična karta: Nikolina Nika Kovačević, dirigentkinja i vokalna solistkinja
- Kovačević: I simply love the scene
- Nikolina Nika Kovacevic
- Božićni koncert na Kolarcu pokazao da publika, u Novu godinu, želi – uz odabranu muziku